# جيفري إتش شوارتز
جيفري إتش شوارتز (بالإنجليزية: Jeffrey H. Schwartz)‏ هو إحاثي وأستاذ جامعي وعالم إنسان وعالم أحياء أمريكي، ولد في 6 مارس 1948 في ريتشموند في الولايات المتحدة.

## وصلات خارجية
- جيفري إتش شوارتز على موقع إن إن دي بي (الإنجليزية)